# إيبيبين
إيبيبين (بالإنجليزية: Ebebiyín)‏ مدينة في شمال شرق غينيا الإستوائية، ونقطة التقاء ثلاثة دول وهي غينيا الإستوائية، الغابون والكامرون.
وإيبيبين هي مركز مقاطعة بنفس الاسم، وتظم 557 45 ساكن حسب إحصائيات سنة 1994. وهو ما يجعل من المقاطعة ثاني أكبر تجمع سكاني في غينيا الإستوائية بعد المدينة الساحلية باتا.
ومدينة إيبيبين هي إحدى المدن التي تحتضن كأس الأمم الأفريقية لكرة القدم 2015.

## أعلام
- ميغيل أنخيل مايه